# ستانلي تاونزيند
ستانلي تاونزيند (بالإنجليزية: Stanley Townsend)‏ هو ممثل أيرلندي، ولد في 1961 بدبلن في جمهورية أيرلندا.

## أعمال

### أفلام
- (1993) باسم الأب[5]
- (2006) القصة الأصلية[6][7]
- (2016) فلورنس فوستر جينكينز[8][9]

## وصلات خارجية
- ستانلي تاونزيند على موقع IMDb (الإنجليزية)
- ستانلي تاونزيند على موقع قاعدة بيانات الأفلام العربية
- ستانلي تاونزيند على موقع ألو سيني (الفرنسية)
- ستانلي تاونزيند على موقع أول موفي (الإنجليزية)
- ستانلي تاونزيند على موقع قاعدة بيانات الأفلام السويدية (السويدية)
- ستانلي تاونزيند على موقع قاعدة بيانات الفيلم (الإنجليزية)
- ستانلي تاونزيند على موقع كينوبويسك (الروسية)